# Mitch Webster
Pour les articles homonymes, voir Webster.
Mitchell Dean Webster (né le 16 mai 1959 à Larned, Kansas, États-Unis) est un ancien voltigeur des Ligues majeures de baseball. Il a joué pour six équipes durant treize saisons, entre 1983 et 1995.

## Carrière
Mitch Webster a fait ses débuts avec les Blue Jays de Toronto en 1983. Il a connu ses meilleures saisons chez les Expos de Montréal. Il a frappé dans une moyenne au bâton de 290 avec un sommet personnel de 167 coups sûrs en 1986. En 1987, il a frappé pour 281 avec 165 coups sûrs, 15 circuits et 63 points produits. En 1990, il a produit 55 points chez les Indians de Cleveland.